# أماندا فولسوم
أماندا فولسوم (بالإنجليزية: Amanda Folsom)‏ هي رياضياتية أمريكية، ولدت في 1979.